# RX France
RX France est un groupe de communication événementielle français, issu de la fusion de Reed MIDEM et Reed Expositions France. RX France est le premier organisateur en France de marchés professionnels dans le domaine de la télévision, la musique et l'immobilier. RX France fait partie du groupe RELX.

## Histoire
En 1963, avec le premier MIPTV la ville de Cannes lie son premier partenariat avec l'organisation.
En 2019, la ville de Cannes re signe pour cinq ans un partenariat pour l'organisation de six salons professionnels au Palais des festivals et des congrès de Cannes.
En 2021, Reed Expositions France (Batimat, Pollutec, EquipHotel, FIAC, Paris Photo) et Reed MIDEM (MIPIM, MAPIC, MIPCOM, MIPTV) fusionnent pour devenir RX France,,.
En 2021, RX France perd le contrat pour organiser la Foire internationale d’art contemporain (FIAC) au profit de son concurrent suisse Art Basel,. La même année, l'entreprise licencie un tiers de ses effectifs.
En 2023, la mairie de Cannes, renouvelle son partenariat avec RX France pour dix ans pour organiser les salons professionnels de la ville.

## Événements organisés
Les événements autour de la télévision organisés par RX France sont les suivants : 
- MIPTV (Marché international des programmes de télévision), le plus important marché mondial de contenus audiovisuels.
- MIPDOC (Marché international des programmes documentaires).
- MIPCOM (Marché international des films et des programmes pour la télévision, la vidéo, le câble et le satellite).
- MIPCOM Junior (Marché international des programmes pour la jeunesse).

Musique :
- MIDEM (Marché international de la musique), le plus important marché mondial des industries musicales.

Immobilier :
- MIPIM (Marché international des professionnels de l’immobilier).
- MIPIM Asia (Marché international des professionnels de l’immobilier en Asie Pacifique).
- MAPIC (Marché international professionnel de l’implantation commerciale et de la distribution).